# First Division 1969-1970
La First Division 1969-1970 è stata la 71ª edizione della massima serie del campionato inglese di calcio, disputato tra il 9 agosto 1969 e il 2 maggio 1970 e concluso con la vittoria del Everton, al suo settimo titolo.
Capocannoniere del torneo è stato Jeff Astle (West Bromwich) con 25 reti.

## Stagione

### Novità
Al posto delle retrocesse Leicester City e QPR sono saliti dalla Second Division il Derby County e, per la prima volta nella sua storia, il Crystal Palace.
Il comitato organizzatore della Coppa delle Fiere riconobbe un quarto posto all'Inghilterra visti i ripetuti successi.

### Avvenimenti
Il campionato precedente i Mondiali del 1970 iniziò il 9 agosto 1969: dal gruppo delle prime si staccò alla quarta giornata l'Everton, che fu poi raggiunto dal Wolverhampton e dai rivali del Liverpool che all'ottavo turno presero la testa della classifica. Dopo due giornate l'Everton riprese il comando della classifica per non lasciarlo più nel corso della stagione: inizialmente tallonato dal Liverpool e dal Derby County, alla diciottesima subentrò nel ruolo di inseguitrice il Leeds Utd campione in carica, che concluse il girone di andata a cinque punti dall'Everton.
All'inizio del girone di ritorno i Toffees ebbero un calo di rendimento che consentì al Leeds di avvicinarsi alla vetta, che raggiunsero infine alla ventottesima giornata. Dopo sei giornate l'Everton riprese il comando della classifica e fece il vuoto, portandosi in tre giornate a +7 dal Leeds. Grazie a questo vantaggio l'Everton poté laurearsi campione d'Inghilterra con due giornate di anticipo e con otto punti di vantaggio sul Leeds, che divennero nove all'ultima giornata.
Retrocessero in Second Division lo Sheffield Weds (retrocesso con una giornata di anticipo) e il Sunderland, quest'ultimo condannato a causa dell'inferiore quoziente reti rispetto al neopromosso Crystal Palace.

## Squadre partecipanti
| Club              | Stagione | Città               | Stadio               | Stagione precedente                   |
| ----------------- | -------- | ------------------- | -------------------- | ------------------------------------- |
| Arsenal           | dettagli | Londra              | Arsenal Stadium      | 4º posto in First Division            |
| Burnley           | dettagli | Burnley             | Turf Moor            | 14º posto in First Division           |
| Chelsea           | dettagli | Londra              | Stamford Bridge      | 5º posto in First Division            |
| Coventry City     | dettagli | Coventry            | Highfield Road       | 20º posto in First Division           |
| Crystal Palace    | dettagli | Londra              | Selhurst Park        | 2º posto in Second Division, promosso |
| Derby County      | dettagli | Derby               | Baseball Ground      | 1º posto in Second Division, promosso |
| Everton           | dettagli | Liverpool           | Goodison Park        | 3º posto in First Division            |
| Ipswich Town      | dettagli | Ipswich             | Portman Road         | 12º posto in First Division           |
| Leeds Utd         | dettagli | Leeds               | Elland Road          | 1º posto in First Division            |
| Liverpool         | dettagli | Liverpool           | Anfield              | 2º posto in First Division            |
| Manchester City   | dettagli | Manchester          | Maine Road           | 13º posto in First Division           |
| Manchester Utd    | dettagli | Manchester          | Old Trafford         | 11º posto in First Division           |
| Newcastle Utd     | dettagli | Newcastle upon Tyne | St James' Park       | 9º posto in First Division            |
| Nottingham Forest | dettagli | Nottingham          | City Ground          | 18º posto in First Division           |
| Sheffield Weds    | dettagli | Sheffield           | Hillsborough Stadium | 15º posto in First Division           |
| Southampton       | dettagli | Southampton         | The Dell             | 7º posto in First Division            |
| Stoke City        | dettagli | Stoke-on-Trent      | Victoria Ground      | 19º posto in First Division           |
| Sunderland        | dettagli | Sunderland          | Roker Park           | 17º posto in First Division           |
| Tottenham         | dettagli | Londra              | White Hart Lane      | 6º posto in First Division            |
| West Bromwich     | dettagli | West Bromwich       | The Hawthorns        | 10º posto in First Division           |
| West Ham Utd      | dettagli | Londra              | Boleyn Ground        | 8º posto in First Division            |
| Wolverhampton     | dettagli | Wolverhampton       | Molineux Stadium     | 16º posto in First Division           |

## Classifica finale
|             | Pos. | Squadra           | Pt | G  | V  | N  | P  | GF | GS | DR  |
| ----------- | ---- | ----------------- | -- | -- | -- | -- | -- | -- | -- | --- |
|             | 1.   | Everton           | 66 | 42 | 29 | 8  | 5  | 72 | 34 | +38 |
|             | 2.   | Leeds Utd         | 57 | 42 | 21 | 15 | 6  | 84 | 49 | +35 |
| [ 3 ]       | 3.   | Chelsea           | 55 | 42 | 21 | 13 | 8  | 70 | 50 | +20 |
| [ 4 ]       | 4.   | Derby County      | 53 | 42 | 22 | 9  | 11 | 64 | 37 | +27 |
|             | 5.   | Liverpool         | 51 | 42 | 20 | 11 | 11 | 65 | 42 | +23 |
|             | 6.   | Coventry City     | 49 | 42 | 19 | 11 | 12 | 58 | 48 | +10 |
|             | 7.   | Newcastle Utd     | 47 | 42 | 17 | 13 | 12 | 57 | 35 | +22 |
|             | 8.   | Manchester Utd    | 45 | 42 | 14 | 17 | 11 | 66 | 61 | +5  |
|             | 9.   | Stoke City        | 45 | 42 | 15 | 15 | 12 | 56 | 52 | +4  |
| [ 5 ] [ 6 ] | 10.  | Manchester City   | 43 | 42 | 16 | 11 | 15 | 55 | 48 | +7  |
|             | 11.  | Tottenham         | 43 | 42 | 17 | 9  | 16 | 54 | 55 | -1  |
| [ 7 ]       | 12.  | Arsenal           | 42 | 42 | 12 | 18 | 12 | 51 | 49 | +2  |
|             | 13.  | Wolverhampton     | 40 | 42 | 12 | 16 | 14 | 55 | 57 | -2  |
|             | 14.  | Burnley           | 39 | 42 | 12 | 15 | 15 | 56 | 61 | -5  |
|             | 15.  | Nottingham Forest | 38 | 42 | 10 | 18 | 14 | 50 | 71 | -21 |
|             | 16.  | West Bromwich     | 37 | 42 | 14 | 9  | 19 | 58 | 66 | -8  |
|             | 17.  | West Ham Utd      | 36 | 42 | 12 | 12 | 18 | 51 | 60 | -9  |
|             | 18.  | Ipswich Town      | 31 | 42 | 10 | 11 | 21 | 40 | 63 | -23 |
|             | 19.  | Southampton       | 29 | 42 | 6  | 17 | 19 | 46 | 67 | -21 |
|             | 20.  | Crystal Palace    | 27 | 42 | 6  | 15 | 21 | 34 | 68 | -34 |
|             | 21.  | Sunderland        | 27 | 42 | 6  | 14 | 22 | 30 | 68 | -38 |
|             | 22.  | Sheffield Weds    | 25 | 42 | 8  | 9  | 25 | 40 | 71 | -31 |

Legenda:
      Campione d'Inghilterra e ammessa in Coppa dei Campioni 1970-1971.
      Ammessa in Coppa delle Coppe 1970-1971.
      Ammesse in Coppa delle Fiere 1970-1971.
      Retrocesse in Second Division 1970-1971.
Regolamento:
Due punti a vittoria, uno a pareggio, zero a sconfitta.
A parità di punti le squadre venivano classificate secondo il quoziente reti.

## Statistiche

### Squadre

#### Capoliste solitarie
Fonte:
|    | —— | —— | —— | —— | —— | ——  | ——  | ——      | ——      | ——      | ——      | ——      | ——      | ——      | ——      | ——      | ——      | ——      | ——      | ——      | ——      | ——      | ——      | ——      | ——      | ——      | ——      | ——      | ——      | ——      | ——      | ——      | ——      | ——      | ——      | ——      | ——      | ——      | ——      | ——      | ——      | —— |  |
|    |    |    |    |    |    | Eve | Liv | Everton | Everton | Everton | Everton | Everton | Everton | Everton | Everton | Everton | Everton | Everton | Everton | Everton | Everton | Everton | Everton | Everton | Everton | Everton | Everton | Everton | Everton | Everton | Everton | Everton | Everton | Everton | Everton | Everton | Everton | Everton | Everton | Everton | Everton |    |  |
|    |    |    |    |    |    |     |     |         |         |         |         |         |         |         |         |         |         |         |         |         |         |         |         |         |         |         |         |         |         |         |         |         |         |         |         |         |         |         |         |         |         |    |  |
|    |    |    |    |    |    |     |     |         |         |         |         |         |         |         |         |         |         |         |         |         |         |         |         |         |         |         |         |         |         |         |         |         |         |         |         |         |         |         |         |         |         |    |  |
| 1ª | 2ª | 3ª | 4ª | 5ª | 6ª | 7ª  | 8ª  | 9ª      | 10ª     | 11ª     | 12ª     | 13ª     | 14ª     | 15ª     | 16ª     | 17ª     | 18ª     | 19ª     | 20ª     | 21ª     | 22ª     | 23ª     | 24ª     | 25ª     | 26ª     | 27ª     | 28ª     | 29ª     | 30ª     | 31ª     | 32ª     | 33ª     | 34ª     | 35ª     | 36ª     | 37ª     | 38ª     | 39ª     | 40ª     | 41ª     | 42ª     |    |  |

#### Primati stagionali
- Maggior numero di vittorie: Everton (29)
- Minor numero di sconfitte: Everton (5)
- Migliore attacco: Leeds Utd (84 goal fatti)
- Miglior difesa: Everton (34 reti subite)
- Maggior numero di pareggi: Nottingham Forest (18)
- Minor numero di pareggi: Everton (8)
- Maggior numero di sconfitte: Sheffield Weds (25)
- Minor numero di vittorie: Southampton, Crystal Palace, Sunderland (6)
- Peggior attacco: Sunderland (30 reti segnate)
- Peggior difesa: Sheffield Weds, Nottingham Forest (71 reti subite)

### Individuali

#### Classifica marcatori
Fonte:
| Gol | Rigori |  | Giocatore      | Squadra        |
| --- | ------ |  | -------------- | -------------- |
| 25  |        |  | Jeff Astle     | West Bromwich  |
| 23  | 2      |  | Peter Osgood   | Chelsea        |
| 23  | 5      |  | Joe Royle      | Everton        |
| 22  | 5      |  | Pop Robson     | Newcastle Utd  |
| 20  | 2      |  | Hugh Curran    | Wolverhampton  |
| 17  |        |  | Allan Clarke   | Leeds Utd      |
| 17  |        |  | Steve Kindon   | Burnley        |
| 16  | 2      |  | Geoff Hurst    | West Ham Utd   |
| 16  |        |  | Ian Hutchinson | Chelsea        |
| 15  |        |  | George Best    | Manchester Utd |
| 15  | 4      |  | Harry Burrows  | Stoke City     |
| 15  | 1      |  | Mick Channon   | Southampton    |
| 15  |        |  | Mick Jones     | Leeds Utd      |
| 14  |        |  | Peter Lorimer  | Leeds Utd      |
| 14  | 3      |  | Neil Martin    | Coventry City  |
| 14  | 1      |  | John Ritchie   | Stoke City     |